# Louis Viardot
Louis Viardot (Dijon, 31 de julio de 1800 - París, 5 de mayo de 1883) fue un escritor e hispanista francés.
Colaboró en los periódicos Le Globe, Le National, Le Siècle y en las revistas Revue des Deux Mondes y Revue de Paris, entre otras. Fundó en 1841 la Revue Indépendante junto a Pierre Leroux y George Sand. Dirigió el Théâtre-Italien de 1838 a 1840 y se casó en 1840 con Pauline García, una célebre cantante de ópera especializada en Gounod y Meyerbeer, hermana de la también célebre cantante María Malibrán y gran amiga de George Sand y de Iván Turguénev. 
Dejó un gran número de obras sobre bellas artes, una Histoire des Arabes et des Maures d'Espagne, unos Souvenirs de chasse, y varias traducciones, entre las que destaca la de Don Quijote (1836), para la cual se había preparado previamente leyendo la obra entera de Montaigne. «El verdadero Don Quijote francés es el de Viardot» escribió Maurice Bardon a finales del primer tercio del siglo XX. Por estos y otros trabajos, fue nombrado miembro de la Real Academia Española y comendador de la Orden de Carlos III.

## Obra
- Essai sur l'histoire des Arabes et des Mores d'Espagne, Paris, Paulin, 1833. Versión española Imprenta de Juan Oliveres, Barcelona, 1844.
- «Musée de Madrid», extracto de la Revue Républicaine, diciembre 1834.
- Etudes sur l'histoire des institutions, de la littérature, du théâtre et des beaux-arts en Espagne, Paris, Paulin, 1835.
- Notices sur les principaux peintres de l'Espagne, Paris, Gavard & Paulin, 1839.
- Des origines traditionnelles de la peinture moderne en Italie, Paris, Paulin, 1840.
- Catalogue des musées d'Italie, Paris, Paulin, 1842.
- Catalogue des musées d'Espagne, d'Angleterre et de Belgique, Paris, Paulin, 1843.
- Catalogue des musées d'Allemagne et de Russie, Paris, Paulin, 1844.
- Aux électeurs de Seine-et-Marne, Paris, 20 III 1848 (prospectus politique).
- Souvenirs de chasse, 1846 ; Paris, Paulin & Le Chevalier, 1849, 2a edición aumentada en 5 capítulos ; 1853, 5e éd. ; 1854, 6a. ed. ; 1859, 7a. ed. conteniendo 3 capítulos nuevos. Reeditado por Pygmalion en 1985 bajo el título: Souvenirs de chasse de toute l'Europe.
- Les Musées d'Europe. Guide et Memento de l'artiste et du voyageur, 5 volúmenes
  - Musées d'Italie, Paris, Hachette, 1852, reed. 1859.
  - Musées d'Espagne, Paris, Hachette, 1852, reed. 1855, 1860.
  - Musées d'Allemagne, Paris, Hachette, 1852, reed. 1855, 1860, 1886.
  - Musées d'Angleterre, de Belgique, de Hollande et de Russie, Paris, Hachette, 1852, reed. 1855, 1860.
  - Musées de France. Paris, Paris, Maison, 1855; Hachette, 1860, 2a. ed. revisada y muy aumentada.
- Espagne et Beaux-Arts, Paris, Hachette, 1866.
- Apologie d'un incrédule, Paris, Lacroix, 1868; traducida el inglés en 1869.
- Les Merveilles de la peinture, Paris, Hachette, coll. « La Bibliothèque des merveilles », 1868-69 (numerosas reeditiones) ; traducida al  español en 1873-74; traducida el italiano en 1875.
- Libre examen [versión muy aumentada de la Apologie, de arriba], Paris, 1871 ; reediticones 1872, 1874, 1877, 1881, 1907.
- Les Merveilles de la sculpture, Paris, Hachette, coll. «La Bibliothèque des merveilles», 1869 (nombreuses rééditions, la 4e en 1886) ; traducida al  español en 1872.
- La Science et la conscience, Librairie de la Bibliothèque démocratique, 1873.

## Traducciones
- L'ingénieux hidalgo don Quichotte de la Manche.,[2] traducción del Quijote de Cervantes al francés.